# Opus Nocturne
Opus Nocturne – trzeci album studyjny z szwedzkiego zespołu black metalowego Marduk. Wydawnictwo ukazało się 12 grudnia 1994 roku nakładem wytwórni muzycznej Osmose Productions. Nagrania zostały zarejestrowane w Hellspawn Syudios we wrześniu 1994 roku. W 2006 roku album został ponownie wydany jako digipak, który zawierał dodatkowe utwory będące utworami z prób. Jest to ostatni album z udziałem Joakima Göthberga na wokalu, a także drugi z udziałem Rogera Svenssona na gitarze basowej i pierwszy z Fredrikiem Anderssonem na perkusji. To również ostatni album zespołu, za którego miks i inżynierię dźwięku odpowiadał Dan Swanö.
Opus Nocturne to pierwszy album Marduka, który prezentował charakterystyczne dla zespołu bardzo szybkie blast beatsy, jednak wciąż zawierał większość melodii z albumu Those of the Unlight, zachowując tę prędkość, zamiast brutalności, która była na kolejnych dwóch albumach czyli Heaven Shall Burn... When We Are Gathered i Nightwing.
Tytuł utworu "Materialized in Stone" miał pierwotnie być tytułem utworu "From the Dark Past" norweskiej grupy Mayhem, który znalazł się na albumie De Mysteriis Dom Sathanas. Tytuł ten został zmieniony przez wokalistę Pera Yngve Ohlina znanego lepiej jako Dead przed jego samobójczą śmiercią w 1991 roku. Na poprzednim albumie zespół użył innego tytułu piosenki stworzonego przez Ohlina. Uważa się, że jest to hołd dla Pera i jego dzieł.

## Lista utworów
Opracowano na podstawie materiału źródłowego.
1. "Intro / The Apperance of Spirits of Darkness" – 0:33
2. "Sulphur Souls" – 5:41
3. "From Subterrnean Throne Profound" – 7:47
4. "Autumnal Reaper" – 3:31
5. "Materialized in Stone" – 5:10
6. "Wolves (Part 2: Untrodden Paths)" – 5:27
7. "Opus Nocturne" – 2:33
8. "Deme Quaden Thyrane" – 5:06
9. "The Sun Has Failed" – 7:22

## Twórcy
Opracowane na podstawie materiału źródłowego.

- Joakim Göthberg – śpiew
- Morgan Håkansson – gitara, oprawa graficzna
- B.War – gitara basowa
- Fredrik Andersson – perkusja
- Dan Swanö – inżynieria dźwięku, miksowanie
- Tony Särkkä – śpiew (gościnnie), tekst do utworu "Opus Nocturne"
- Kris Verwimp – okładka albumu
- Martin Gustafsson – zdjęcia członków zespołu
- Kim Osara – oprawa graficzna
- Malena Wiman – zdjęcia